# Millia di Crotone
Millia di Crotone (in greco antico: Μυλλίας?, Myllías; Crotone, ... – ...; fl. IV secolo a.C.) è stato un filosofo greco antico della scuola pitagorica, marito della filosofa spartana Timica, appartenente anche lei alla scuola di Crotone.

## Biografia
Viene spesso citato da Giamblico che racconta che lo stesso Pitagora avesse rivelato a Millia la sua reincarnazione come Mida re dei Frigi. «Ma egli stesso dimostrò, con segni indubitabili, di essere Euforbo figlio di Panto» 
Come esempio del coraggio dei pitagorici e in particolare di Timica lo stesso Giamblico racconta che poiché il tiranno Dionisio I di Siracusa non era riuscito, a causa della sua politica, ad accattivarsi l'amicizia dei pitagorici, fece loro tendere un agguato per farli catturare vivi nella strada da Taranto a Metaponto dove quelli, come erano soliti a seconda della stagione, si stavano trasferendo. Attaccati dai soldati, i pitagorici fuggirono ma nei pressi di un campo di fave furono costretti a fermarsi per non toccarle, violando il tabù, attraversandolo; decisero allora di combattere e furono uccisi.
Millia e la moglie, invece, non erano stati in grado di tenere il passo con gli altri, essendo lei al sesto mese di gravidanza. I soldati li fecero prigionieri e li portarono da Dionisio. Questi li interrogò per sapere i misteri e i segreti della setta, fra cui, non ultimo, il motivo per il quale i pitagorici preferivano morire piuttosto che attraversare un campo di fave, ma essi si rifiutarono di rispondere. Allora il tiranno fece portare via Millia, sperando che Timica, rimasta sola e impaurita avrebbe rivelato tutto quello che sapeva. Ma Timica continuò a tacere e quando Dionisio esasperato diede ordine di torturarla, costei, pensando che sotto i tormenti avrebbe potuto cedere e parlare, preferì staccarsi la lingua con un morso e sputarla in faccia al tiranno.